# Reichartshausen
Reichartshausen este o comună din landul Baden-Württemberg, Germania. Se află la o altitudine de 228 m deasupra nivelului mării. Are o suprafață de 10 km². Populația este de 2.143 locuitori, determinată în 31 decembrie 2023, prin actualizare statistică[*].